# Solingen Alligators
I Solingen Alligators sono una squadra di baseball tedesca con sede a Solingen.

## Storia
La società fu fondata nel 1991 e la squadra maggiore disputò il primo campionato di massima serie nel 2003, giungendo subito in semifinale. Già l'anno successivo fu in grado di raggiungere la finale di Coppa CEB (seconda competizione europea per club), ma si arrese ai Tenerife Marlins. Ottenne il primo successo nel 2006, con la vittoria del titolo nazionale; nella medesima stagione perse la seconda finale di Coppa CEB. Nelle seguenti stagioni fino al 2012 si fermò sempre in semifinale dei play-off di Bundesliga.
Nel 2013 vennero sconfitti dal Legionäre Regensburg in finale, ma l'anno dopo trionfarono battendo l'Heidenheim Heideköpfe. In seguito hanno continuato a partecipare ai play-off con regolarità, mentre nella stagione 2020 non li hanno raggiunti, dato che essi sono stati ridotti a sole quattro squadre.

## Palmarès
- Campionati tedeschi: 2

2006, 2014

### Finali perse
- Campionato tedesco: 2

2005, 2013
- Coppa CEB: 2

2004, 2006